# Mistrz Santa Maria z Tahull
Mistrz Santa Maria z Tahull – XII wieczny malarz kataloński, autor fresków w kościele Santa Maria w Taüll wpisanego w 2000 roku na listę światowego dziedzictwa UNESCO.

## Życie i twórczość
Święty Wawrzyniec przez wieki uważany był za jednego z największych męczenników Kościoła katolickiego. Wokół jego postaci narosło wiele legend, głównie dotyczących jego męczeńskiej śmierci i wiary w Chrystusa. W 258 roku, jak podaje legenda, został skazany na przypalanie na ruszcie za ukrycie skarbów kościoła. Jak wspomina Jakub de Voragine w swojej Złotej legendzie, podczas wykonywania kary, św. Wawrzyniec modlił się o nawrócenie Rzymu a na jej zakończeniu umarł. Według relacji Prudencjusza, poety starożytnego chrześcijaństwa, bohaterska postawa Wawrzyńca miała przyczynić się do nawrócenia wielu pogan.

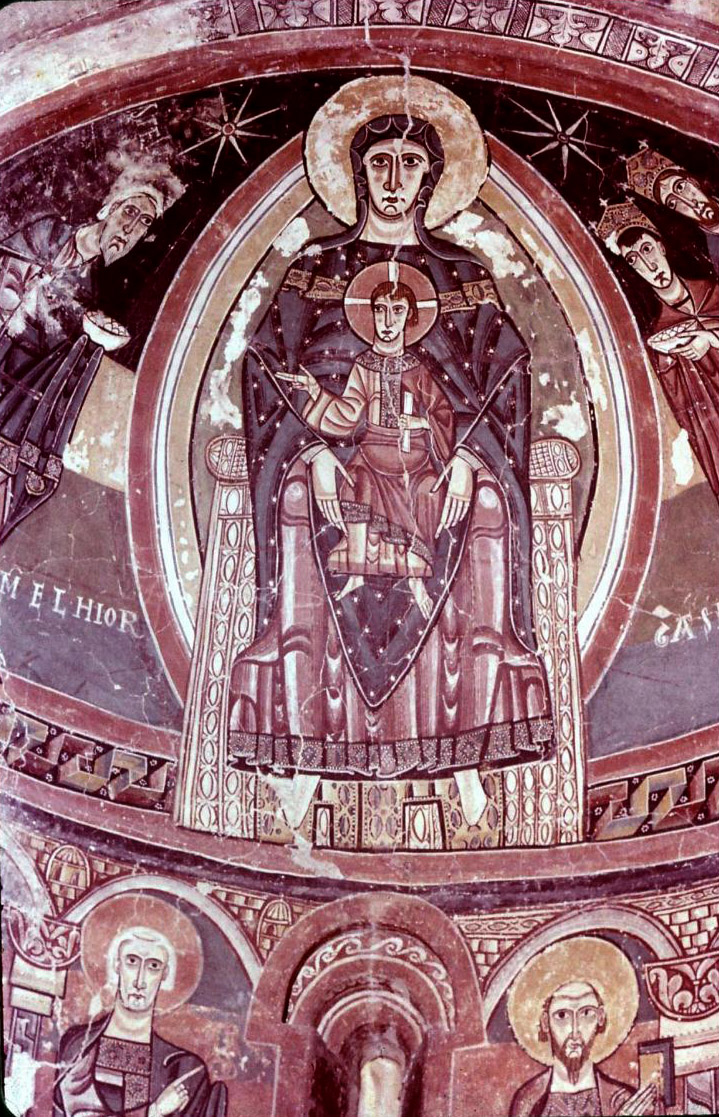
Madonna Tronująca Kościele Santa Maria w Tahull